# Acanthodelta intermedia
Acanthodelta intermedia là một loài bướm đêm trong họ Noctuidae.